# جاكلين بروكس
جاكلين بروكس هي فارسة سباق كندية، ولدت في 15 سبتمبر 1967 في إدمونتون في كندا.

## وصلات خارجية
- جاكلين بروكس على موقع الاتحاد الدولي للفروسية (الإنجليزية)
- جاكلين بروكس على موقع FEI (رابط بديل) (الإنجليزية)
- جاكلين بروكس على موقع أوليمبيديا (الإنجليزية)